# Parvin Ardalan
Parvin Ardalan (en persan : پروین اردلان), née en 1967, est une journaliste et militante féministe iranienne.

## Biographie
Elle est une des fondatrices du Foyer des femmes iraniennes (Kânoun-e Zanâne irâni) et fait partie des initiateurs la campagne "Un million de signatures" pour changer le droit des femmes en Iran. Elle est éditrice en chef de la Tribune féministe d'Iran, membre du comité de rédaction du webzine féminin Zanestân (pays des femmes, fermé depuis), ainsi que rédactrice du journal Zanân qui a été interdit de parution au mois de janvier 2008. 

## Récompenses
Elle est lauréate du prix Latifeh Yarshater, décerné par la Fondation du Patrimoine Persan (en), pour un essai qu'elle a co-écrit avec la journaliste et militante féministe  Noushin Ahmadi Khorasani sur la première femme avocate du pays, Mehrangiz Manouchehrian (en).
Parvin Ardalan a reçu le prix Olof Palme pour l'année 2007. Le discours qu'elle a prononcé à cette occasion peut être lu sur le site Iran Women Solidarity.